# فوجيس
فوجيس (/ˈfuːdʒiːz/ ) كانت فرقة هيب هوب أمريكية حصلت على شهرة كبيرة في منتصف التسعينيات. ويتضمن أسلوبهم الهيب هوب، السول وموسيقى منطقة البحر الكاريبي، وخاصة الريغي. أعضاء المجموعة هم ويكليف جين ولورين هيل وبراس ميشيل. اشتق اسم الفرقة من اختصار كلمة «لاجئون»، جان وميشيل من هاييتي بينما هيل أمريكي.
قبل تفكك الفرقة في عام 1997، سجلت المجموعة ألبومين، أحدهما، The Score (1996)، حقق نجاحًا متعدد البلاتين فاز بجائزة غرامي، ويحتوي على أغنيتهم الناجحة «Killing Me Softly». صنفتهم إم تي في تاسع أعظم فرقة هيب هوب في كل العصور.

## روابط خارجية
- موقع Fugees الرسمي
- The Fugees على أول ميوزيك
- فوجيس التسجيلات من ديسكاغز.كوم